# Akmieniszki (gmina Cejkinie)
Akmieniszki (lit. Akmeniškė) – wieś na Litwie, w okręgu uciańskim, w rejonie ignalińskim, w gminie Cejkinie.

## Historia
W czasach zaborów futor w gminie Daugieliszki, w powiecie święciańskim, w guberni wileńskiej Imperium Rosyjskiego.
W dwudziestoleciu międzywojennym futor leżał w Polsce, w województwie wileńskim, w powiecie święciańskim, w gminie Daugieliszki.
W 1931 w 1 domu zamieszkiwało 6 osób.
Miejscowość należała do parafii rzymskokatolickiej w Połuszach. Podlegała pod Sąd Grodzki w Święcianach i Okręgowy w Wilnie; właściwy urząd pocztowy mieścił się w m. Ignalinie.
Od 1991 roku na niepodległej Litwie.